# Sindicatos de México
Los sindicatos en México están reconocidos por la Constitución Política de México desde 1917, según el artículo 123 que dice los obreros [...] tendrán derecho para coaligarse en defensa de sus intereses, formando sindicatos. Todos los sindicatos deben de registrarse ante la Secretaría del Trabajo y Previsión Social o en una junta local de conciliación y arbitraje para obtener reconocimiento oficial. El primer sindicato formado en México fue el Gran Círculo de Obreros de México, creado en 1872.
Varios sindicatos han decidido agruparse en centrales sindicales a nivel nacional, tales como las siguientes:
- Confederación Internacional de Trabajadores (CIT)
- Confederación de Trabajadores de México (CTM)
- Confederación de Trabajadores y Campesinos (CTC)
- Confederación Regional Obrera Mexicana (CROM)
- Confederación Revolucionaria de Obreros y Campesinos (CROC)
- Unión Nacional de Trabajadores (UNT)
- Frente Auténtico del Trabajo (FAT)
- Nueva Central de Trabajadores (NCT)
- Confederación Autónoma de Trabajadores y Empleados de México (CATEM)

La Universidad Nacional Autónoma de México resguarda el archivo de su sindicato en su propio archivo histórico. La colección documental abarca de 1932 a 1993.

## Tipos de sindicatos en México
Los sindicatos son las organizaciones que actúan como conciliadores entre empleado y empleador, su principal objetivo es otorgar una solución a necesidades para negociar un contrato laboral y poder cumplir con una correcta atribución en materia de remuneraciones y prestaciones a los integrantes de la organización. Según la ley federal del trabajo, los trabajadores y empleador no  requieren una autorización previa para construir un sindicato. Cada sindicato está facultado para establecer sus propias normas para defender los beneficios, económicos y dar protección laboral a sus miembros. 
Hay 5 tipos de sindicatos de trabajadores en función de cada actividad laboral. Existen los nacionales de industria que son los que pertenecen a un mismo sector industrial:

## Artículo 360 de la ley federal del trabajo
Los sindicatos de trabajadores pueden ser:
Gremiales, los formados por trabajadores de una misma profesión, oficio o especialidad;
De empresa, los formados por trabajadores que presten sus servicios en una misma empresa;
industriales, los formados por trabajadores que presten sus servicios en dos o más empresas de la misma rama industrial;
Nacionales de industria, los formados por trabajadores que presten sus servicios en una o varias empresas de la misma rama industrial, instaladas en dos o más Entidades Federativas; y
De oficios varios, los formados por trabajadores de diversas profesiones. Estos sindicatos sólo podrán constituirse cuando en el municipio de que se trate, el número de trabajadores de una misma profesión sea menor de veinte.
La anterior clasificación tiene carácter enunciativo, por lo que no será obstáculo para que los trabajadores se organicen en la forma que ellos decidan.

## Industriales estatales
Incluye a los empleados que trabajan en un mismo sector industrial en un solo estado o ciudad específica. Por ejemplo, la Unión de Estibadores, Alijadores, Cargadores, Checadores y Amarradores de Barcos del Puerto de La Paz, Baja California Sur y la Unión de Estibadores, Alijadores o Lancheros, Cargadores, Jornaleros, Checadores, Carretilleros, Equipajeros, Varadores y Amarradores de Barcos del Pacífico de Puerto Vallarta, Jalisco.

## Gremiales
Son las organizaciones que están constituidas por trabajadores congloméralos por su profesión, especialidad u oficio. Por ejemplo: el sindicato nacional de electricistas aglomera a todas las personas que prestan servicios en el sector eléctricos.

## De oficios varios
Este tipo de asociaciones, se constituyen por distintas profesiones cuando el número de empleados que realizan el mismo oficio son menos de veinte personas, por lo cual no podrían cumplir por sí mismos con el requisito de un sindicato independiente. 

## Disminución del poder sindical en México
Durante los dos pasados sexenios se disminuyó significativamente el poder de los sindicatos en el movimiento laboral mexicano. 
La disminución generalizada entre las diversas  industrias industrias y ocupaciones. En segundo lugar, vemos que la dominación se explica una gran medida por el cambiante contexto constitucional en el que los sindicatos organizan y retienen miembros antes que por el cambio en las características industriales ocupacionales.

## Opinión pública
61% de los entrevistados considera que un trabajador necesita de la ayuda colectiva que puede brindar un sindicato para defender sus derechos; en contra parte, 31% estima que un trabajador puede defender sus derechos por sí mismo. 54% piensa que los trabajadores que recién se incorporan al mercado laboral estarían interesados en integrarse a un sindicato, 33% cree que estarían poco interesados y 10% nada interesados. Tomando en cuenta que la población manifiesta que existiría interés por parte de los trabajadores para incorporarse a un sindicato y la necesidad colectiva para defender sus derechos, pareciera que los sindicatos son una figura que los entrevistados aún encuentran vigente.